# Régis Groisard
Régis Groisard (né le 27 juillet 1973 à Nantes) est un athlète français, spécialiste des épreuves de sprint.

## Biographie
Il participe aux Championnats du Monde d'athlétisme 1995 à Goteborg (Suède) en tant que remplaçant. Il fait partie des 4 Français courant l'épreuve du 4 × 100 mètres des Jeux olympiques de 1996, à Atlanta. Qualifié pour la finale, le relais français (composé également de Hermann Lomba, Pascal Théophile et Needy Guims) ne termine pas la course à la suite d'un mauvais passage de témoin. 